# Jules-Henri Vernoy de Saint-Georges

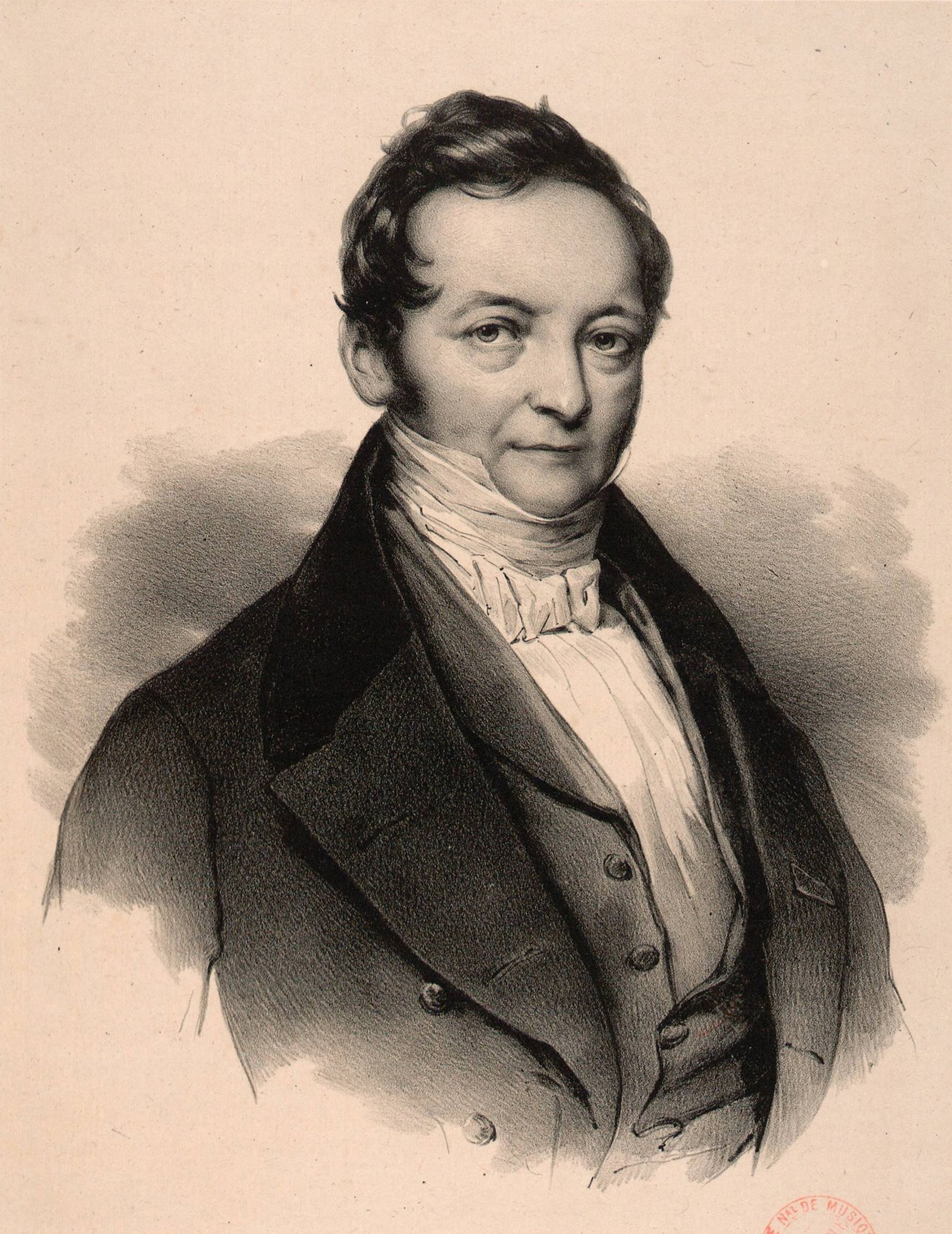
Jules-Henri Vernoy de Saint-Georges.

Jules-Henri Vernoy de Saint-Georges, född den 7 november 1799 i Paris, död där den 23 december 1875, var en fransk dramatiker.
Saint-Georges, som 1829 blev direktör vid Opéra-comique, var en av tidens flitigaste och skickligaste librettister, vilken efter sin debut 1823, dels ensam, dels i samarbete med Scribe med flera, författade en stor mängd operatexter, bland vilka de mest bekanta är La reine de Chypre (1841), L'éclair (1846), Les mosquetaires de la reine (1846. Alla dessa med musik av Halévy), L'ambassadrice (1837), Les diamants de la couronne (1841), Le val d'Andorre (1848; med musik av Auber), La fille du régiment (1840; musik av Donizetti), Martha (1865; musik av Flotow), La jolie filé de Perthe (1867; musik av Bizet). Hans komedi Farinelli (1835) omarbetades i Danmark till ett mycket omtyckt musikstycke av J.L. Heiberg. För övrigt skrev Saint-Georges andra stycken för teatern samt romaner, som L'espion du grand monde (1851, dramatiserad 1861). Såväl sistnämnda roman som åtskilliga teaterstycken är översatta till svenska.